# Joanna Ejdys
Joanna Ejdys (ur. 29 października 1971 w Łomży) – polska inżynier, profesor nauk społecznych, prorektor ds. rozwoju Politechniki Białostockiej w latach 2019-2020, dziekan Wydziału Inżynierii Zarządzania w latach 2016-2019, od 2020 roku kierownik Międzynarodowej Katedry Logistyki i Inżynierii Usług na Wydziale Inżynierii Zarządzania.

## Życiorys
Ukończyła I Liceum Ogólnokształcące im. Tadeusza Kościuszki w Łomży. W 1990 rozpoczęła studia na Politechnice Białostockiej, które ukończyła w 1995 uzyskując tytuł zawodowy magistra inżyniera ochrony środowiska (tytuł  pracy magisterskiej: Prawno-ekonomiczne aspekty redukcji emisji gazów szklarniowych). W tym samym roku podjęła pracę na stanowisku asystenta na Wydziale Budownictwa i Inżynierii Środowiska, a następnie na Wydziale Zarządzania. W 2002 obroniła rozprawę doktorską pt. Zintegrowana ocena efektywności systemu zarządzania środowiskowego na Akademii Ekonomicznej w Krakowie. Kontynuowała pracę na Politechnice Białostockiej na stanowisku adiunkta. W 2011 uzyskała stopień naukowy doktora habilitowanego nauk ekonomicznych w dyscyplinie nauk o zarządzaniu (tytuł monografii habilitacyjnej: Model doskonalenia znormalizowanych systemów zarządzania oparty na wiedzy). W 2020, w wyniku postępowania przeprowadzonego na Wydziale Ekonomii i Zarządzania Politechniki Gdańskiej, uzyskała tytuł naukowy profesora.

## Dorobek naukowy i dydaktyczny
Jest autorką około 160 prac naukowych. Była promotorem w trzech zakończonych przewodach doktorskich. Sporządziła osiem ekspertyz na zlecenie przedsiębiorstw i instytucji publicznych. Odbyła staże naukowe i wizyty studyjne na Uniwersytecie Helsińskim (2020), Chongqing Jiaotong University (2017), Center for Strategic Foresight w Science and Technology Policy Institute w Korei Południowej (2016), Manchester Institute of Innovation Research (2013) i Uniwersytecie w Portsmouth (2004 r.). Kierowała dziewięcioma projektami badawczymi finansowanymi ze środków Narodowego Centrum Nauki, Ministerstwa Nauki i Szkolnictwa Wyższego oraz Unii Europejskiej. Była promotorem trojga doktorantów, którzy uzyskali stopnie naukowe doktora w naukach o zarządzaniu.

## Życie prywatne
Jej mężem jest Maciej Ejdys (ur. 1971), architekt i przedsiębiorca, właściciel firmy Archime Maciej Ejdys świadczącej usługi inżynierskiej obsługi inwestycji budowlanych. Ma dwoje dzieci: Jakuba (ur. 1998) i Gabrielę (ur. 2001).

## Aktywność obywatelska i społeczna
Była wielokrotnym i wolontariuszem akcji Szlachetna Paczka i organizatorem akcji na Wydziale Inżynierii Zarządzania Politechniki Białostockiej. Jest członkiem rady parafialnej przy kościele św. Antoniego Padewskiego w Niewodnicy Kościelnej.